# Poljane, Rečica ob Savinji
Poljane este o localitate din comuna Rečica ob Savinji, Slovenia, cu o populație de 161 de locuitori.